# Nayah

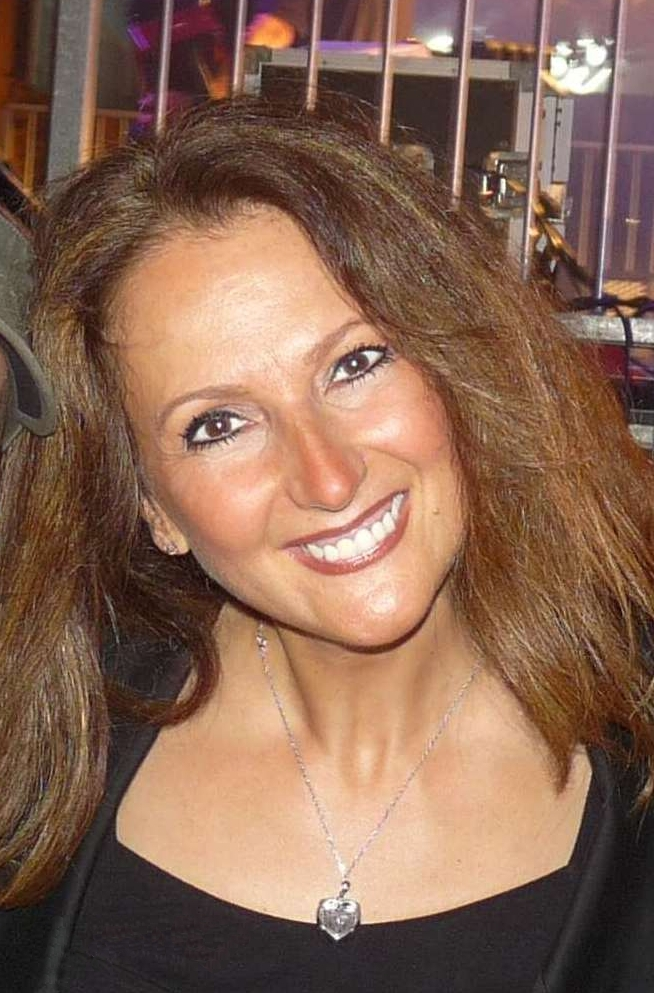
Nayah (2011)

Nayah (* 1960 in Perpignan), eigentlich Sylvie Mestre, ist eine französische Sängerin. Sie vertrat Frankreich beim Eurovision Song Contest 1999 in Jerusalem.

## Leben
Nayah absolvierte eine Ausbildung am Conservatoire musical et d’art dramatique in Perpignan. Sie wurde seitens der Medien mit der Neuen Religiösen Bewegung der Raelisten in Verbindung gebracht, der sie in ihren Jugendjahren angehört haben soll.

## Eurovision Song Contest
1990 nahm Nayah am Schweizer Vorentscheid teil, scheiterte jedoch. 1999 nahm sie an der französischen Vorentscheidung teil, diese gewann sie mit dem Titel Je veux donner ma voix (deutsch: „Ich will meine Stimme geben“). Beim Contest in Jerusalem erreichte sie jedoch mit 14 Punkten nur einen 19. Platz bei 23 Teilnehmern.

## Erfolge
- 1990: Teilnahme am Schweizer Vorentscheid zum Eurovision Song Contest.
- 1996: „Gold Wandering Entertainer“
- 1997: 1. Preis beim St. Aubin-Wettbewerb in der Schweiz
- 1999: Teilnahme am Eurovision Song Contest